# Fabio Ricci
Fabio Ricci (Faença, 11 de julho de 1994) é um jogador de voleibol italiano que atua como central.

## Carreira

### Clube
A carreira desportiva de Ricci começou nas categorias de base de Robur Angelo Costa, em Ravena. Depois de uma temporada na Série B1 no Pallavolo Conselice, na temporada 2011–12 volta ao clube de Ravena. Depois de mais uma temporada emprestado na Série B1, desta vez com o grupo sub-19 do Volley Lube, transfere-se para o Porto Robur Costa para a temporada 2013–14, permanecendo no clube por quatro temporadas.
Na temporada 2017–18 foi contratado pelo Sir Safety Conad Perugia, também na primeira divisão italiana, com o qual conquistou três Supercopas Italiana, três Copas Itália e um Campeonato Italiano. Depois de cinco anos representando as cores da equipe de Úmbria, para a temporada 2022–23 o central asssina o Emma Villas Aubay Siena.
Após terminar a temporada 2022–23 na última colocação do campeonato italiano, Ricci assinou um contrato de dois anos com o Gas Sales Bluenergy Piacenza, ainda na primeira divisão italiana.

### Seleção
Pelas categorias de base, Ricci foi medalhista de ouro no Campeonato Europeu Sub-20 de 2012 ao vencer a seleção espanhola por 3 sets a 1. No ano seguinte, com a equipe sub-21, conquista a medalha de bronze no Campeonato Mundual Sub-21; enquanto que com a seleção sub-23, conquista novamente mais uma medalha de bronze após vitória sobre a seleção cubana no Campeonato Mundial Sub-23 de 2015.
Recebeu sua primeira convocação para atuar pela seleção adulta italiana em 2015, para competir os Jogos Europeus de 2015, terminando na décima primeira colocação.
Voltou a subir ao pódio em 2017 após conquistar o vice-campeonato da Copa dos Campeões e a medalha de bronze na Universíada de 2019, sediada em seu país natal.
Se tornou campeão continental após vencer a seleção eslovena por 3 sets a 2 no Campeonato Europeu de 2021.

## Títulos
Sir Safety Perugia
- Campeonato Italiano: 2017–18
- Copa Itália: 2017–18, 2018–19, 2021–22
- Supercopa Italiana: 2017, 2019, 2020

Seleção Italiana
- Campeonato Europeu Sub-20: 2012

## Clubes
| Anos      | Clube                        |
| --------- | ---------------------------- |
| 2010–2011 | Pallavolo Conselice          |
| 2011–2012 | CMC Ravenna                  |
| 2012–2013 | Volley Lube                  |
| 2013–2017 | Porto Robur Costa            |
| 2017–2022 | Sir Safety Conad Perugia     |
| 2022–2023 | Emma Villas Aubay Siena      |
| 2023–     | Gas Sales Bluenergy Piacenza |